# 森下広一
森下 広一（もりした こういち、1967年9月5日 - ）は、鳥取県八頭郡八頭町出身の元陸上競技選手、指導者。1992年のバルセロナオリンピック男子マラソン銀メダリスト。鳥取県立八頭高等学校出身、現役時は旭化成陸上部所属。現在はトヨタ自動車九州陸上競技部監督。

## 来歴
船岡町立船岡中学校時代は水泳部に所属しながら駅伝に参加し、3年次には中学駅伝鳥取県大会の区間賞(6区)を獲得している。八頭高等学校に進学後、陸上競技部に入部して頭角を現す。3年次にはインターハイ予選中国地区大会の3000mSCにおいて由良育英高等学校の岡田敦行とともに高校生として初めて9分を突破、地元開催であったわかとり国体では、少年A1500m1500mで8位、少年A10000mで6位と気を吐く。
しかし、深山晃、岡田敦行ら、兵庫県からの越境入学による国体強化選手を集めた由良育英の壁に阻まれ、都大路への出場は一度も叶わないままの卒業となる｡
高校卒業後、一旦は地元である船岡町での就職を予定していたが、誘いを受けて旭化成陸上部に入部する｡
旭化成入社後、故障に苦しめられた時期も長かったが、宗茂・宗猛の指導の下、駅伝でチームの核となる活躍を見せ始める。1990年の熊日30kmロードレースで優勝を飾ると､トラックでは同年の北京アジア競技大会10000mで優勝して金メダル、5000mは銀メダルを獲得。翌1991年、世界陸上東京大会では10000m決勝進出を果たすなど、若手トップランナーとして注目を集め始める。
初マラソンは、1991年の別府大分毎日マラソン。初マラソンながら、急遽出場したソウルオリンピック・マラソン4位入賞である中山竹通との一騎討ちを演じた。このレースの39キロ過ぎ、中山が森下の肩を叩いてスパートを促すと、森下はそのまま中山を振り切ってゴールし、2時間8分53秒の初マラソン日本最高記録で優勝した。
翌年の東京国際マラソンで、再び、中山と一騎討ちになり、トラック勝負でこれを制し、バルセロナオリンピックのマラソン代表となった。オリンピックまでのマラソン経験数2回は、戦後の日本の男子マラソン代表では最も少ない数字である。
8月のオリンピック本番では、旭化成のチームメイトだった谷口浩美や前述の中山とともに出場。黄永祚（ 韓国）とのマッチレースとなり、終盤のモンジュイックの丘で突き放されて惜しくも優勝を逃したが、日本人選手として2つめの銀メダルを獲得。五輪マラソンで日本人男子選手がメダルを獲得したのは、1968年メキシコオリンピックでの君原健二の銀以来24年ぶりのことである。以来、2021年（2020年東京オリンピック終了時）までに五輪のマラソン競技でメダルを獲得した最後の日本人男子選手である。
五輪以降は怪我等で低迷し、現役を退き、1999年、トヨタ自動車九州陸上部監督に就任した。チームは着実に力をつけ、全日本実業団駅伝への出場、クロスカントリーやハーフマラソンの世界大会代表を出すまでとなった。
2005年には北海道・深川にて10000mの日本歴代3位・国内日本人最高タイムを記録した三津谷祐をヘルシンキ世界選手権代表へ。これがチーム初のトラック種目代表である。しかし、三津谷やそれ以降に加入してきた高卒の競技者が故障で苦しみ、早期に競技を退いていることも事実であり、コーチング、育成能力を疑問視する声も在る。

## マラソン成績
- 自己最高記録…2時間08分53秒（1991年2月）

| 年月    | 大会名                 | タイム    | 順位 | 備考                     |
| ------- | ---------------------- | --------- | ---- | ------------------------ |
| 1991.02 | 別府大分毎日マラソン   | 2：08：53 | 優勝 | 初マラソン日本最高       |
| 1992.02 | 東京国際マラソン       | 2：10：19 | 優勝 | バルセロナ五輪代表選考会 |
| 1992.08 | バルセロナオリンピック | 2：13：45 | 2位  | 五輪銀メダル獲得         |